# Maksym Bohdan
Maksym Bohdan (ur. 27 lutego 1994) – ukraiński lekkoatleta specjalizujący się w rzucie oszczepem.
W roku 2013 został w Rieti wicemistrzem Europy juniorów. Młodzieżowy wicemistrz Europy z Tallinna (2015).
Medalista mistrzostw Ukrainy i reprezentant kraju w zimowym pucharze Europy.
Rekord życiowy: 83,41 (16 marca 2014, Leiria).

## Osiągnięcia
| Rok  | Impreza                        | Miejsce | Pozycja           | Wynik |
| ---- | ------------------------------ | ------- | ----------------- | ----- |
| 2013 | Mistrzostwa Europy juniorów    | Rieti   | 2. miejsce        | 78,77 |
| 2014 | Zimowy puchar Europy w rzutach | Leiria  | 1. miejsce (U23)  | 83,41 |
| 2015 | Zimowy puchar Europy w rzutach | Leiria  | 10. miejsce (U23) | 67,53 |
| 2015 | Młodzieżowe mistrzostwa Europy | Tallinn | 2. miejsce        | 81,08 |